# 西顿沙丘群

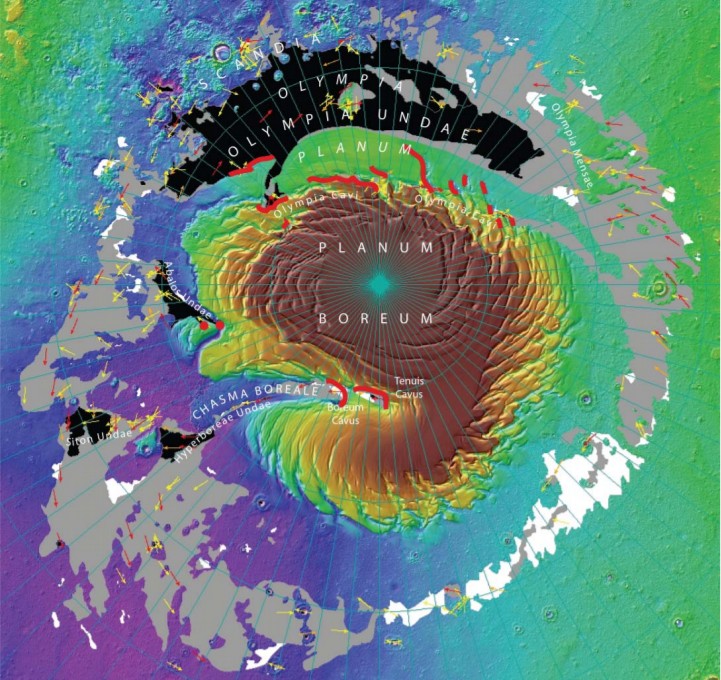
显示了北极高原地区沙丘场分布密度的球面投影图，灰色区域为低密度沙丘场，四个最密集沙丘区显示为黑色，本初子午线位于地图底部。西顿沙丘群显示为最左侧靠南的小黑斑块，介于东经291.38度至东经301.4度（西经43.98度至西经57.08度）之间。

西顿沙丘（Siton Undae）是火星北极高原附近最大和最密集的沙丘场之一，其名称取自火星古典反照率特征，2007年3月20日，被国际天文联合会正式接受。该沙丘群覆盖范围为北纬73.79度到北纬77.5度、东经291.38度至东经301.4度（西经43.98度–西经57.08度），其中心位于北纬75.55度，东经297.28E（西经62.72度），直径为约222.97公里（138.55英里）。
西顿沙丘群是北极沙海（Undae）的一部分，它与许珀耳玻瑞亚和阿瓦洛斯沙丘群一起绵延在北方大平原低地上。西顿沙丘群位于火星北部最深盆地内，含有非晶体二氧化硅层的玻璃质沙丘。从理论上讲，西顿沙丘群可能形成于北部高原凹地单元的早期侵蚀期间，并且其沙源也可能来自特纽依斯峭壁，虽然现在业已枯竭。其他具有相同形成史的沙丘场包括奥林比亚和阿斯普勒冬沙丘群。
西顿沙丘群是北极圈最密集沙丘场中最靠南的沙丘场，它的存在表明沙源向北部和西部的有效输送和堆积。西顿沙丘群连同阿瓦洛斯和许珀耳玻瑞亚沙丘群也是通往低密度沙丘场的一条支流，这些沙丘区一直延伸到火星本初子午线。。

## 沙丘特征

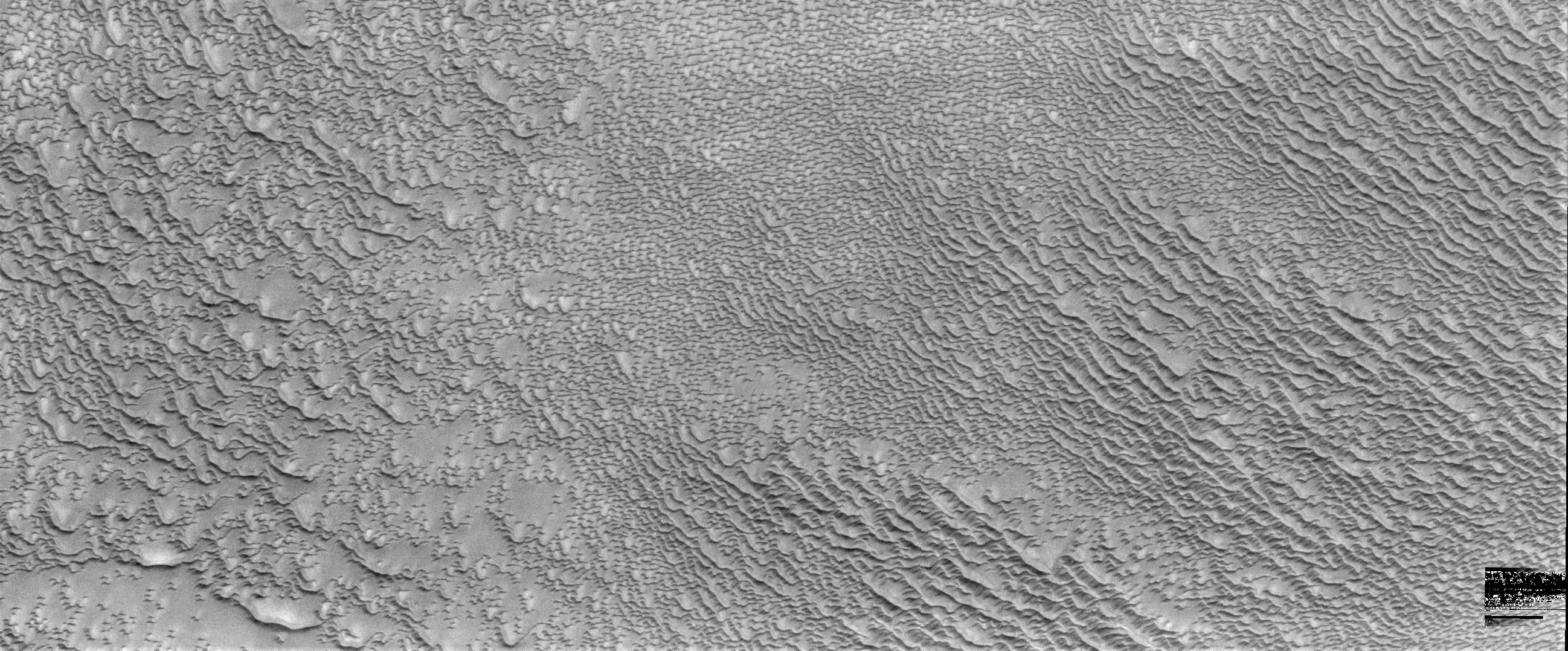
西顿沙丘群

使用欧空局火星快车号轨道器上的光学与红外矿物光谱仪（OMEGA），对包括西顿沙丘群在内的环极地沙漠沙丘的光谱分析结果表明，80%至90%的沙子是由火星冰川下火山喷发所产生的火山玻璃构成。这些玻璃和晶体物质的比例与冰岛冰下火山喷发物相似。还有理论认为，大量的粒状玻璃可能已被转移至北方大平原和西顿沙丘群，起因是来自火星克律塞平原、水手谷、朱文塔峡谷和南部阿西达里亚等地区的灾难性洪水。
西顿沙丘群的沙丘含有非晶体二氧化硅层玻璃质沙子，但北极高原区缺乏存在火山的证据，也没有任何因陨坑撞击而产生的大规模熔融沉积物的证据，因此，这表明这些二氧化硅涂层的沉积物可能是在酸性作用下，通过玄武岩砂的蚀变而形成。此外，从理论讲，玻璃状沉积物的酸性蚀变可能是火星上常见的转化机制，尤其是在高纬度地区。

## 热辐射成像系统照片

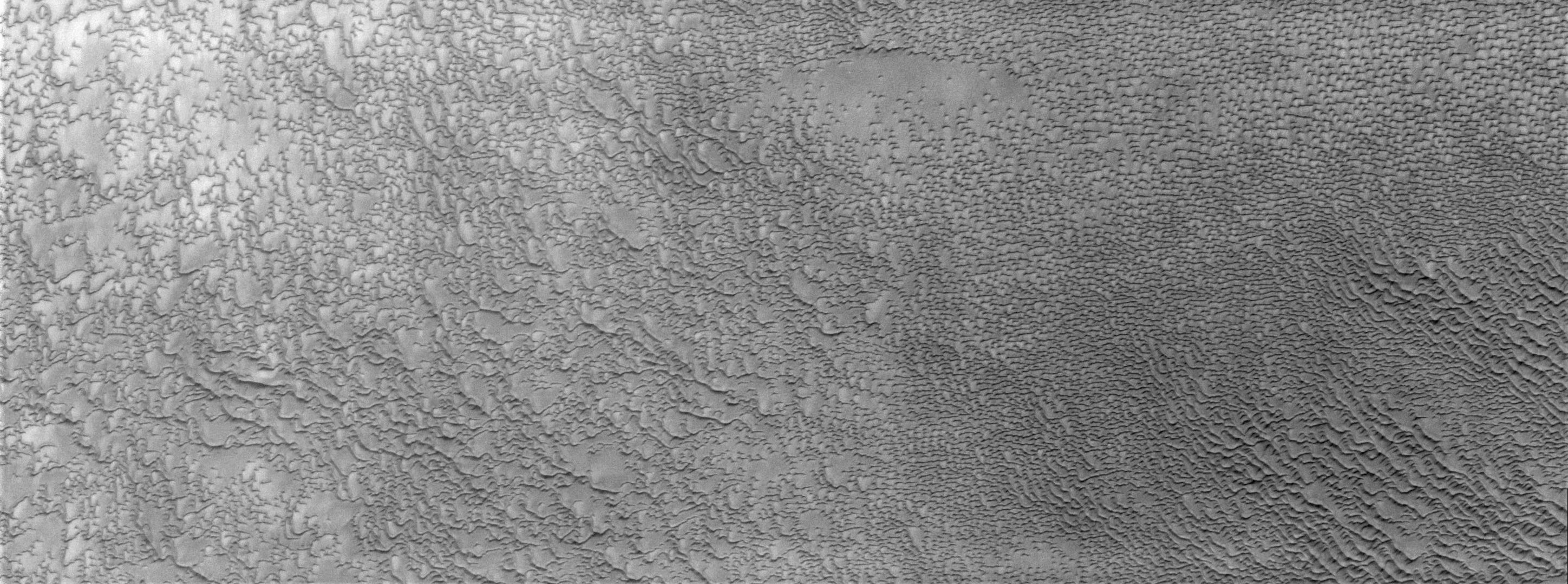
美国宇航局热辐射成像系统拍摄的西顿沙丘群
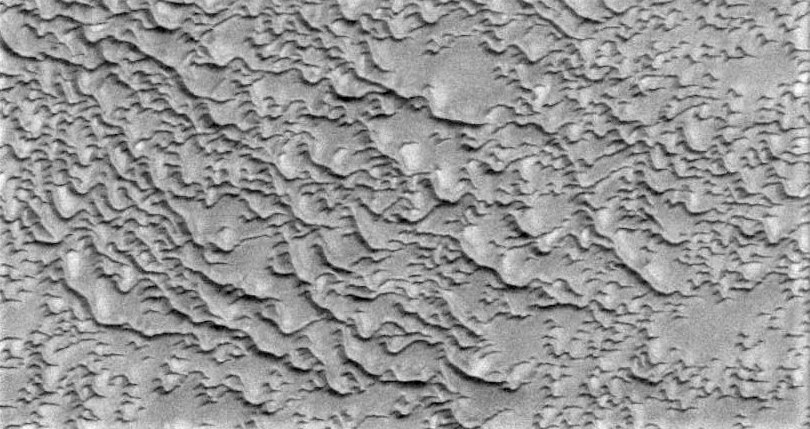
S美国宇航局热辐射成像系统拍摄的西顿沙丘群特写

## 另请查看
- 哈葛尔沙丘场
- 尼罗火山口沙丘场
- 俄古革斯沙丘群